# Holden FJ
La Holden FJ est une automobile emblématique des fifties (années 1950) du constructeur automobile australien Holden. Elle est produite entre 1953 à 1956 en Australie et en Nouvelle-Zélande.

## Historique
En 1953 Holden (filiale australienne du groupe américain General Motors) produit ce second modèle de série en Australie puis en Nouvelle-Zélande jusqu’en 1957. La carrosserie est déclinée en berline, spécial, fourgon et pick-up ... avec calandre, jantes et pare-chocs en chrome...

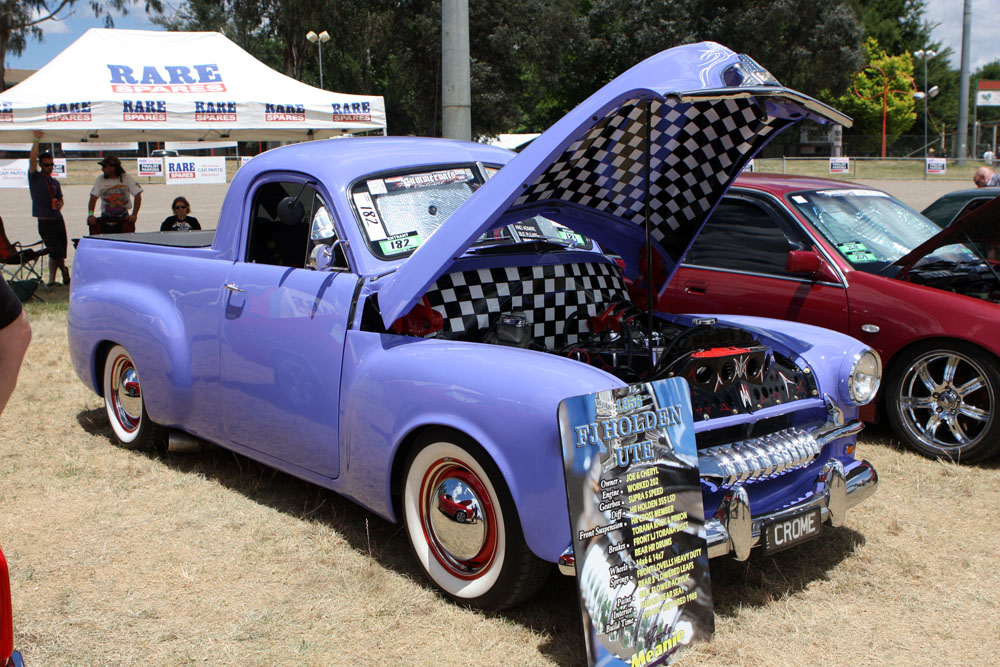
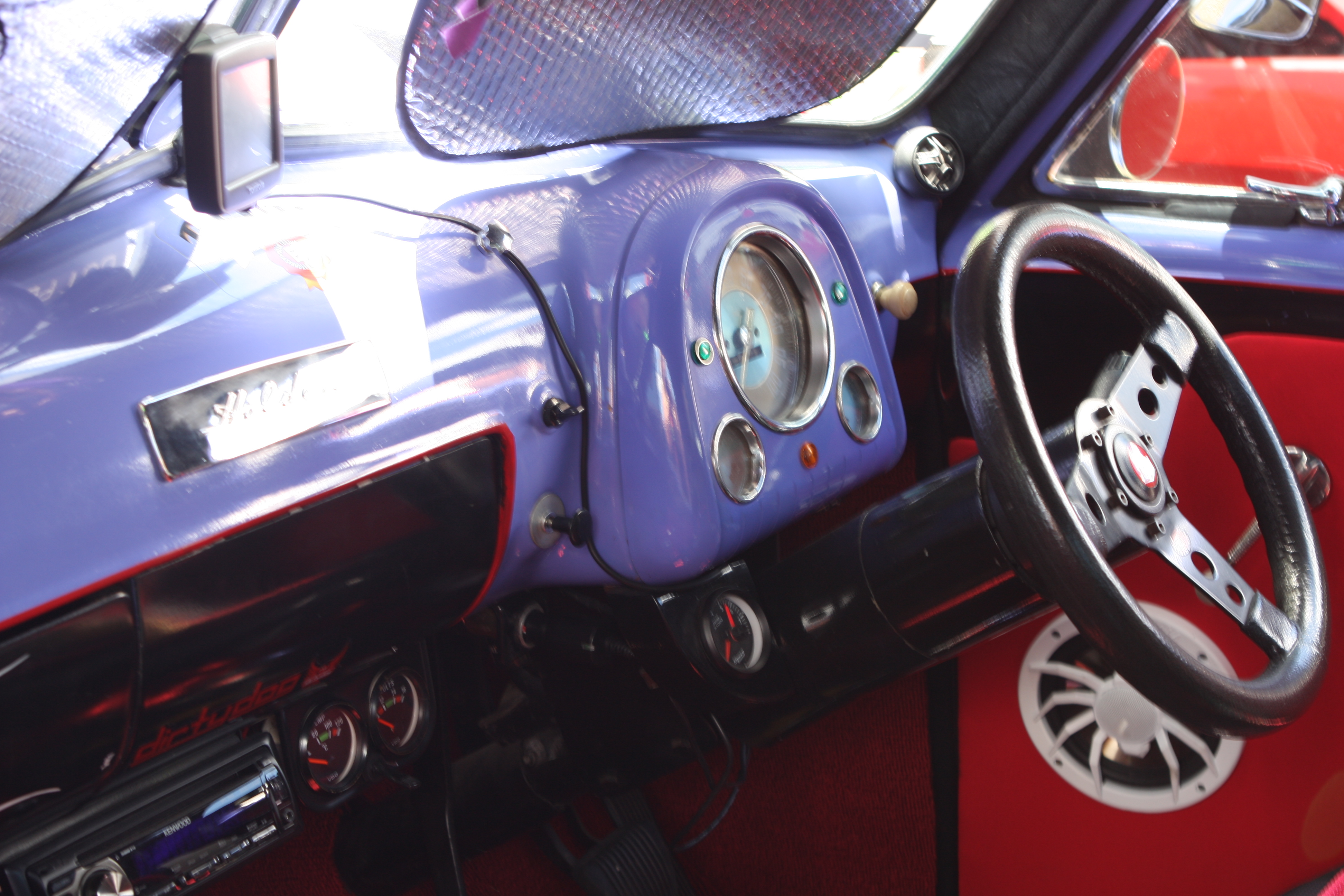
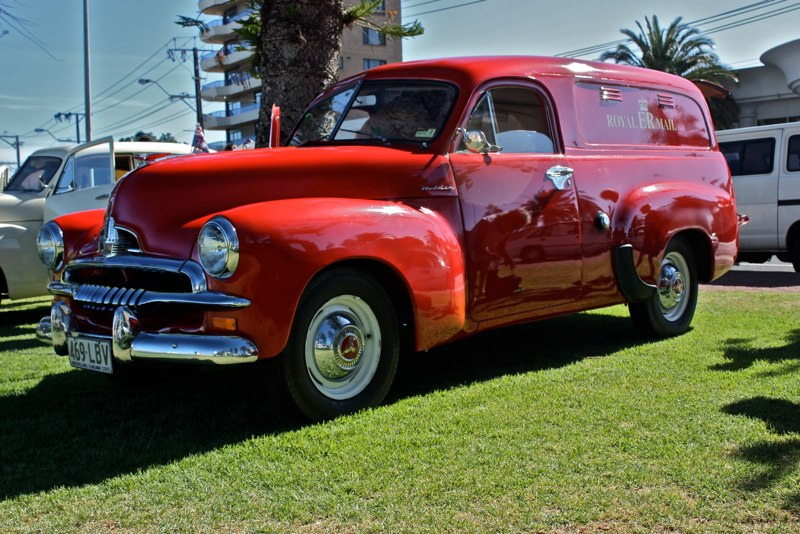

Ses nombreuses vertus reconnues en matière de performances énergétique, de robustesse, de fiabilité, de peu de demande d'entretien, font rapidement de la  FJ la voiture la plus populaire d'Australie et une célèbre icône du pays.

Concept car Hot rod Holden Efijy de 2005, inspiré de la Holden HJ
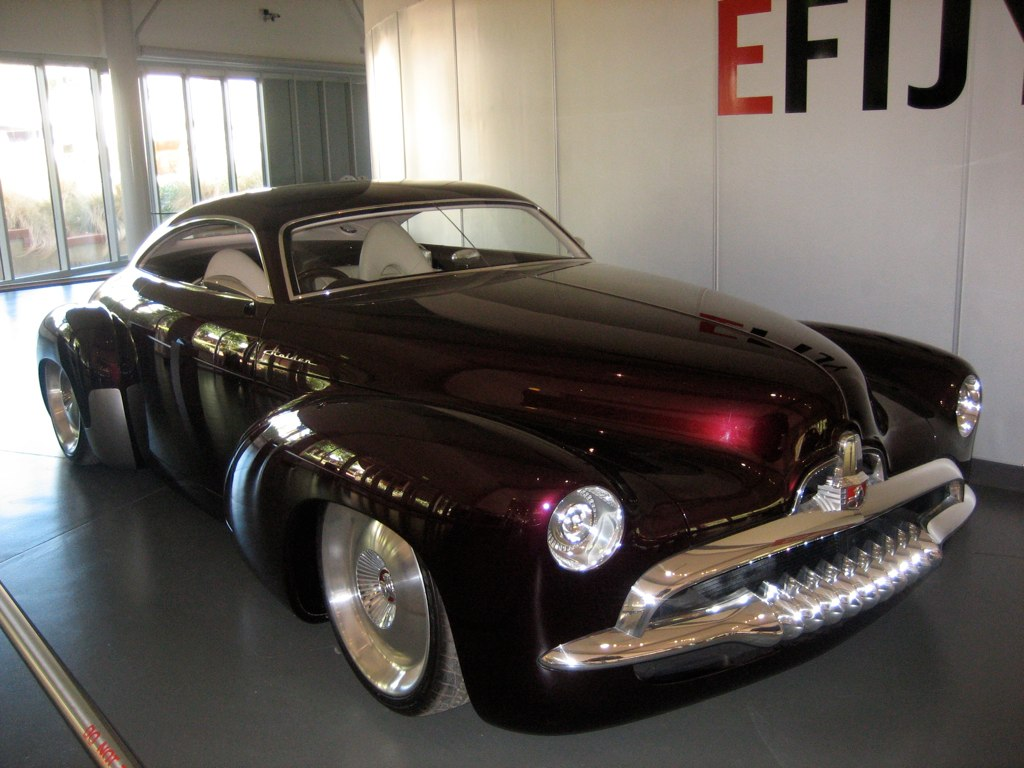
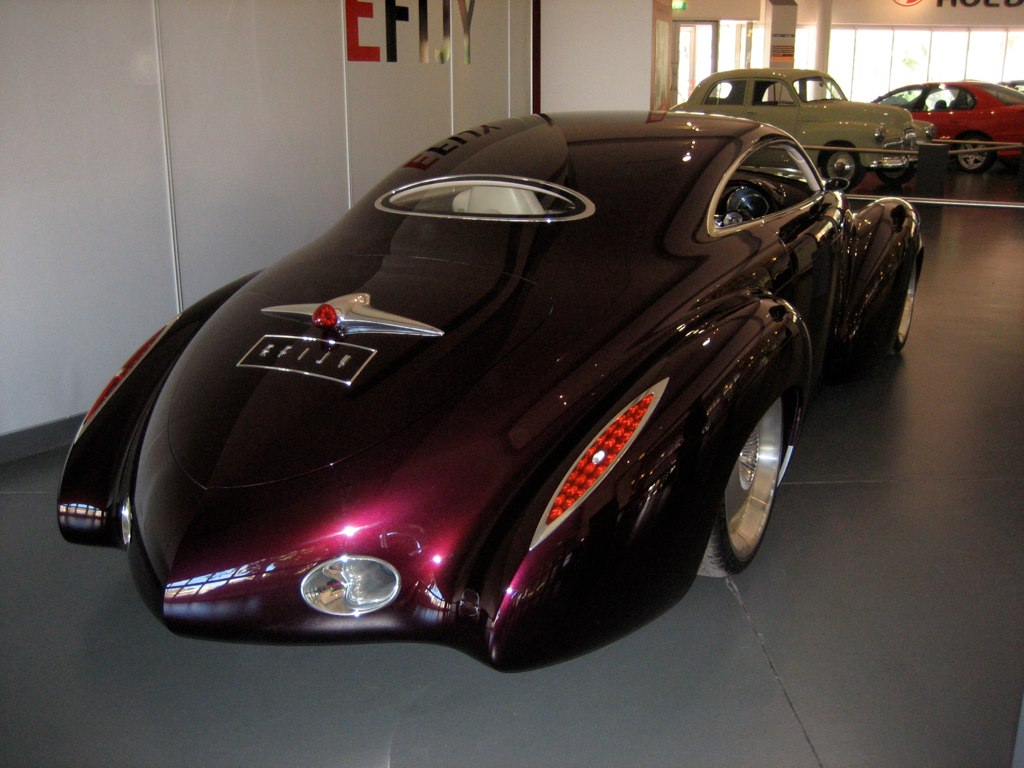
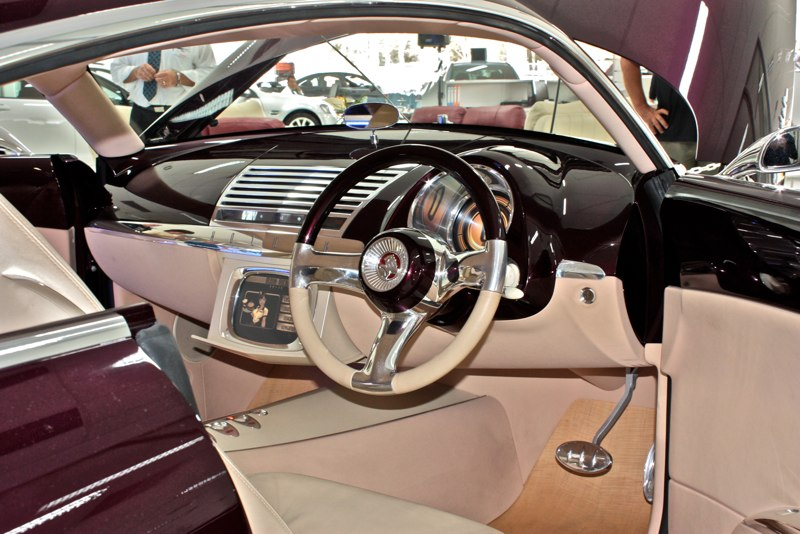

En 2005 Holden présente au salon automobile de Sydney en Australie son concept car Hot rod Holden Efijy, inspiré de l’emblématique HJ.